# Arantza Sáez de Lafuente Calvo
Arantza Saez de Lafuente Calvo (Bilbao, 20 de junio de 1966) es una artista polifacética y multidisciplinar. Diseñadora de moda, estilista de moda, asesora de imagen personal especializada en el color personal, desarrolla las disciplinas artísticas: pintura, escultura, fotografía, xilografía japonesa, e instalaciones artísticas.

## Biografía
Arantzazu Sáez de Lafuente nació el 20  de junio de 1966 en el Casco Viejo de Bilbao. A los tres años comenzó a pintar con pinturas pastel que le cogía a su padre cuando él se marchaba a trabajar. A los cuatro años le consiguen una pizarra de pared de una escuela para que pinte. Con tan solo 6 años destacó por su destreza y ganó el concurso de dibujo en el colegio Ángeles Custodios de Bilbao. Sufrió un trauma infantil al saber que habían quemado todos los dibujos, incluido el suyo ganador. Los posteriores años, aunque era obligatorio presentarse al concurso anual, no se esforzó por ganar, cuando vio que sus compañeras hacían trampas para obtener el premio. Todo esto le llevó a no presentarse a ningún concurso de dibujo o pintura hasta el año 2008 en el que animada por sus compañeras de la Asociación de Acuarelistas Vascos se presentó en el municipio de Echévarri (Vizcaya) donde llevaba un año viviendo.
Estudió técnico especialista administrativo, costura, marketing, patronaje industrial, escaparatismo, etc., de todos los estudios que ha realizado, fue en 1986 cuando comenzó a formarse como estilista-diseñadora de Moda en la Institución Artística de Enseñanza I.A.D.E en Bilbao, cuando descubrió las técnicas artísticas. Con los primeros trabajos de texturas que realizó recordó cuando su padre utilizaba óleos, mezclándolos con serrín, arena, etc., para construir maquetas de caseríos. Todos estos proyectos artísticos creados fueron la base para posteriores obras en las siguientes décadas.
En 1995 continuó su formación en dibujo artístico y óleo en el estudio "Unzalu" de Bilbao, donde destacó por su destreza y rapidez con la que dibujaba, pintaba y terminaba los trabajos artísticos. Posteriormente, en 1996 también se formó en óleo y acuarela en el estudio del pintor "Justo San Felices" de Galdakao (Vizcaya), momento en el que comenzó a exponer de forma colectiva en salas de exposiciones y galerías de arte.
En la Academia de "Agrupación de Acuarelistas Vascos" se especializó en acuarela, asistiendo a numerosas clases magistrales de pintores/as reconocidos/as internacionalmente.
En la Fundación Bilbaoarte (Vizcaya) ha realizado cursos de creación de esculturas con materia textil, narrativa fotográfica, y xilografía japonesa.
Debido a sus alergias a productos químicos, no pudo matricularse en ninguna escuela y el fotógrafo profesional Alberto Muro le dio clases personalizadas en línea de Fotografía.

## Trayectoria
Desde el año 1989 ha trabajado en importantes empresas de España e Italia, tanto como estilista y diseñadora de moda como especialista en tendencias.
También desde el año 2000 ha desarrollado su faceta de artista y parte de su obra pertenece a colecciones particulares. También ha participado en exposiciones colectivas.  
Fue socia de la Agrupación de Acuarelistas Vascos desde 2004 hasta 2020. 
Desde 2007 reside en Etxebarri y compagina el arte con servicios de asesoramiento de Imagen Personal, estilista y diseñadora de moda. Asimismo, imparte talleres de imagen personal para grupos. De 2009 hasta 2016 fue bloguera de moda, arte y diseño. A partir de este año comienza a exponer de forma colectiva en galerías de arte de Europa. 
Un momento importante en la vida de esta artista se produce cuando en el año 2009 decide ir a los Campamentos de Refugiados Saharaui en Argelia, junto con un grupo de voluntarios y voluntarias de Etxebarri (Vizcaya). Esta experiencia fue tan intensa que le marcó y provocó que creara un estilo artístico más plástico, volviendo a sus orígenes de su época de estudiante de diseño de moda, comenzando a incluir en sus obras de acuarela, trozos de rejilla, papel, arena, etc. Durante el año 2010 realizó exposiciones individuales de la obra pictórica sobre esta experiencia en los campamentos de refugiados. Y el poeta Carlos Ruiz de Alegría, Carlos “Launaz”, seudónimo del poeta, tras visitar esta exposición le ha dedicado cinco poesías inspiradas en sus obras pictóricas y que están incluidas en su libro “En la costumbre de vivir” 2012. 8.º Poemario presentado en la Biblioteca de Bidebarrieta, Bilbao (Vizcaya).
En 2011 comenzó como design maker de alta bisutería, hecha con minerales, y complementos.
Ha sido profesora de Sociología de la moda y marketing de moda en I.A.D.E (Bilbao), ha realizado actividades didácticas y en 2012 realizó un Taller de Acuarela Creativa en el colegio público Kukullaga de Etxebarri. También en este año, expone de forma individual un retrospectiva en Torre de Ariz, Basauri (Vizcaya).
Ha sido miembro jurado del Concurso de Escaparates de la Asociación de Comerciantes de Etxebarri, miembro jurado de Concurso Jóvenes Diseñadores en las ediciones GetxoModa 28-31 (2013-2016), miembro del jurado en el Barnaval, concurso de disfraces y decoración de los locales comerciales y hostelería de Bilbao que organiza en los Carnavales de la ciudad la revista de turismo y cultural La Ría del Ocio, y es miembro del jurado en el Concurso de pintura al aire libre en Etxebarri (Vizcaya).
En 2013 expone en la Casa de Cultura de Aranda de Duero (Burgos). Este mismo año asiste a una clase magistral de la artista catalana Teresa Jordá Vitó, quedándose impresionada por la técnica de la abstracción, cortando y cosiendo el papel. Es en este momento cuando comienza a experimentar con la interacción del papel, reflejándose en sus obras su pasado como diseñadora y costurera.
En 2016 después de haber estado tres años sin exponer de forma individual, debido a estar trabajando a tiempo completo como estilista de moda y asesora de imagen personal (su profesión), toma la decisión de volver a los pinceles para expresar sus sentimientos con la colección de acuarelas “Breaking”. Una serie de obras de estilo provocador en el que el papel es pintado, rasgado, cosido, pegado, pero no como collage, sino como interacción del papel para conseguir expresar sensaciones y experiencias vividas. 
Por primera vez la artista expone fuera del País Vasco, concretamente en la Galería Crisolart de Barcelona. Y participa como miembro del Jurado en el Concurso de Pintura al aire libre en Deusto (Bilbao).
En 2017 expuso en la Galería Fariza (Guecho) de forma colectiva y de forma individual su mayor exposición de obras ha sido en el espacio multidisciplinar Factory 240 en Bilbao, así como en otros espacios de arte en Vizcaya.
En 2018 Artbox Proyect New York ha seleccionado una de sus acuarelas, Travelling, para ser expuesta en una pantalla gigante en Armory Artweeks New York y también se puede ver su pintura en Baiona en la Galeria Des Corsaire dentro de la exposición "Bilbao entre 3".. En septiembre del mismo año expuso en Cracovia (Polonia), continuando exponiendo fuera de España.  
En 2019 expone la primera instalación artística, "What We Lost" de carácter ecologista, en Bilbao.
También en el mismo año, es seleccionada por el Festival de Cine de Cortos, Riurau La Marina Alta, sobre el tema “El medio ambiente y el Mar” patrocinado por Oceanográfico de Valencia. Es representada por IB Isabel Bilbao Galería de Arte (Jávea, Alicante) con tres obras fotográficas e intervenidas con proceso pictórico para versionar la realidad y como protesta por la degradación y sobre explotación de las costas.
En julio de 2020, comisariada por la Fundación Baleària, expone la Instalación artística ecologista "What We Lost" en Torre del Palacio de los Medinaceli, El Verger (Alicante).
También en el 2020, es seleccionada y expone su obra en el Colectivo “La Salita”, Gijón (Asturias) 
En noviembre del mismo año, queda entre los diez primeros puestos en el IX Premio de Pintura Fundación Díaz Caneja, participando en la exposición de finalistas al premio de pintura Fundación Díaz Caneja (Palencia)
En agosto y septiembre de 2021, participa en la Exposición Internacional de Pintura en el Museo Histórico de las Merindades, Medina de Pomar, comisariado por el artista sirio Abdul Kader al Khalil.
En octubre de 2021 expone el proyecto multidisciplinar "El silencio de las huellas del pasado" en la Sala de Exposiciones de la Fundación Ibercaja en Logroño (La Rioja).
En noviembre del mismo año, expone el proyecto artístico ecologista "What We Lost" en el Palacio Jon, Edificio La Bolsa (Casco Viejo de Bilbao)
También en 2021, entre diciembre y enero, expone el proyecto artístico fotográfico "Atxarte" comisariado por BBK Mendifilm Festival Bilbao, en el Museo Marítimo Itsasmuseum de Bilbao.
En la primavera del 2022 expuso la muestra ‘El silencio de las huellas del pasado’, una selección de pinturas, fotografías, xilografías japonesas, y fotografías intervenidas con xilografía japonesa, en la Fundación Vital en Vitoria (Álava). Creó este proyecto artístico durante el año 2020 y comienzos del 2021 entre su estudio y el taller de edición y nuevas tecnologías de la Fundación Bilbaoarte. La inspiración para este trabajo tiene su origen en uno de sus  tantos paseos por la montaña y también en los paseos por la orilla de la playa viendo los acantilados y el flysh. Pensó en una metáfora: "El paso del tiempo son como  capas de la historia que se sedimentan. Realizando una introspección a nuestras vidas, volvemos a nuestras raíces, al origen." Fue entrevistada por Onda Cero Álava y Radio Euskadi EITB. Realizó visitas guiadas de la exposición.
En junio del 2022 expuso "El silencio de las huellas del pasado" en la Torre Salazar de Portugalete (Vizcaya) durante la celebración del 700 aniversario de la fundación de la villa vizcaína, realizando visitas guiadas.
En el verano de 2023, de junio a finales de agosto, expone el proyecto "What We Lost: Lo que perdimos", en la Sala Nautilus Aquarium Donostia (Guipúzcoa)
De octubre a noviembre del mismo año, expone el proyecto "En el camino: seamos optimistas, dejemos el pesimismo para tiempos mejores" en la Sala 1 de la Torre de Ariz, Basauri (Vizcaya).El texto introductorio del catálogo de la exposición lo escribió y firmó el periodista y crítico de arte Gerardo Elorriaga.
De diciembre del 2023 a enero del 2024 expuso el proyecto fotográfico "Atxarte" en el centro de interpretación medioambiental de Batán de Villava (Pamplona, Navarra).

## Obras
Trabaja en una continua experimentación plástica, en la que el tratamiento de la naturaleza es una de las constantes más significativas. Su recorrido artístico se ha desarrollado en el ámbito desde el expresionismo abstracto al informalismo poético. Crea sus propios caminos plásticos como metáforas de su realidad emocional, transmitiendo sus sentimientos entre texturas, pigmentos y materia. Todos sus proyectos tienen base fotográfica. En un constante proceso de evolución desarrolla el tema concreto que le preocupa, experimentando nuevas formas de expresión. 
Su obra comienza a ser admirada y valorada como innovadora y ecléctica por personas expertas y críticas de arte. Y comienza en 2018 a despuntar a nivel internacional.

## Premios y reconocimientos
- 1.er Premio de dibujo estudiando E.G.B. 1973 en el colegio Ángeles Custodios, Bilbao.
- Finalista Concurso Jóvenes Emprendedores Diputación Foral de Vizcaya, 1985.
- Premio Accésit Concurso Rally Fotográfico por Bilbao, 1988.
- Premio "1º Accésit Local" en Concurso de Pintura al Aire Libre 2008. Etxebarri (Vizcaya)
- Finalista Concurso Arte Contemporáneo Valbusenda, Toro (Zamora) 2017
- "Travelling", acuarela seleccionada por Artbox Project New York, 2018
- "Dreaming" y "Structure", acuarelas seleccionadas por Artbox Project Zürich, 2019
- "The Happiest", fotografía seleccionada por Artbox Project (Suiza) para Artweek Basel Miami (USA) 2019
- Seleccionada por el Festival de Cine de Cortos, Riurau La Marina Alta, sobre el tema “El medio ambiente y el Mar” patrocinado por Oceanográfico de Valencia.
- "Raíces", pintura de técnica mixta matérica finalista entre los diez primeros puestos en el IX Premio de Pintura Fundación Díaz Caneja, Palencia 2020